# Gare de Devon
La  gare de Devon est une gare ferroviaire canadienne, située sur le territoire de la localité de Devon, District de Sudbury dans la province de l'Ontario.
C'est un arrêt Via Rail Canada desservie par le train Sudbury-White River.

## Situation ferroviaire
Établie à 450 mètres d'altitude, la halte de Devon est situé au point kilométrique (PK) 169 de la ligne de Sudbury à White River, entre les arrêts de Roberts et de Woman River. Cette infrastructure est une section de la principale ligne transcontinentale du Canadien Pacifique.

## Service des voyageurs

### Accueil
Halte voyageurs, c'est un point d'arrêt non géré (PANG) à accès libre. le train ne s'arrête qu'à la demande.

### Desserte
Devon est desservie par le train Sudbury-White River de Via Rail Canada. Le train passe à l'arrêt six fois par semaine : les mardi, jeudi et samedi, son passage est à 13h15 venant de Sudbury il se dirige vers White River ; les mercredi, vendredi et dimanche, son passage est à 13h30, venant de White River il se dirige vers Sudbury.

### Intermodalité
Il n'y a pas de services, l'arrêt est à proximité d'une voie routière et d'habitations isolées dispersées dans la forêt.